# Natalie (website)
Natalie (ナタリー, Natarī), estilizado como natalie, é um site japonês de notícias sobre entretenimento, que estreou em 1 de fevereiro de 2007. O site é operado pela Natasha, Inc., e nomeado a partir da canção de mesmo nome de Julio Iglesias. Natalie tem fornecido notícias para portais e redes sociais japoneses tais quais Mobage Town, GREE, livedoor, excite, mixi, e Yahoo! Japan. Ele também é bem sucedido no Twitter, com 300 000 seguidores (dezembro de 2010) sendo a terceira companhia de mídia japonesa mais seguida, depois de Mainichi Shimbun e Asahi Shimbun.

## História
Natasha, Inc., um fornecedor de conteúdos, foi fundada em dezembro de 2005, tornando-se uma companhia limitada (Co., Ltd.) em fevereiro de 2006 e sendo demutualizada em janeiro de 2007.
Em 1 de fevereiro de 2007, Natasha, Inc. fundou seu próprio site de notícias, Natalie, nomeado a partir da canção "Nathalie" de Julio Iglesias. Foi dedicado exclusivamente à notícias de música e criado com a ideia de atualização diária, algo que os jornais não podiam fazer. O site também ofereceu a opção de registro, que permitiria comentar artigos de notícias e criar uma lista de até 30 artistas para receber atualizações sobre.
Natalie cresceu rápido, criando um subsite de notícias de mangá chamado Comic Natalie em 25 de dezembro de 2008, o subsite de notícias de comediantes Owarai Natalie em 5 de agosto de 2005, e o subsite de notícias de lanches Oyatsu Natalie em 18 de maio de 2011, embora o último provou ser de curta duração e fechou em 31 de agosto do mesmo ano.

## Administração
O fundador e diretor-executivo da Natasha, Inc. é Takuya Oyama. Ele é também o editor-chefe do site Natalie. A partir de 2011, o editor-chefe do Comic Natalie foi Gen Karaki, também baixista para artistas como Speed, Ram Rider, Haruko Momoi e Nana Katase.

## Resposta da crítica
De acordo com o veículo de notícias IT Media News, enquanto o site de música Natalie tem muita informação que um fã incondicional está ansioso para obter, o material é excessivamente detalhado e os leitores só têm vislumbres no conteúdo do artigo.